# Municipio de McCandless
El municipio de McCandless (en inglés: McCandless Township) es un municipio ubicado en el condado de Allegheny en el estado estadounidense de Pensilvania. En el año 2000 tenía una población de 29.022 habitantes y una densidad poblacional de 677.5 personas por km².

## Geografía
El municipio de McCandless se encuentra ubicado en las coordenadas 40°34′35″N 80°01′45″O / 40.57651, -80.029292.

## Demografía
Según la Oficina del Censo en 2000 los ingresos medios por hogar en la localidad eran de $62,159 y los ingresos medios por familia eran $73,482. Los hombres tenían unos ingresos medios de $57,415 frente a los $33,319 para las mujeres. La renta per cápita para la localidad era de $31,792. Alrededor del 4,0% de la población estaban por debajo del umbral de pobreza.